# Храм Таймяо
Храм Таймяо (кит.: 北京太庙) — старовинне святилище у Пекіні. Назва перекладається як Храм Імператорських Пращурів. Нині він називається Пекінський Палац культури трудящих (北京 劳动 人民 文化宫 Бейцзін лаодунь женьмінь веньхуа гун).

## Історія
Храм було зведено у 1420 році за наказом імператора Чжу Ді. Тут зберігалися таблички предків імператора і декілька разів на рік китайський імператор проводив церемонії жертвопринесення. Разом із Заборонним містом (Гугун) і Вівтарем Землі, і Злаків (нині парк Сунь Ятсена) вони становили єдиний комплекс, свого роду сакральний центр Китаю.
Церемонії жертвопринесення в Храмі Імператорських Предків імператор проводив кілька разів на рік: на початку кожного з чотирьох сезонів року, наприкінці року, а також з нагоди важливих подій: одруження, сходження на престол, похорону, війни та ін. Під час церемонії встановлювалися різні предмети та приладдя: позолочений трон, бамбуковий стіл, рис і зерно, овочі та фрукти, пахощі і свічки тощо. Із Зали Спокою і Храму Предків сюди приносили Таблички Предків. В інший час територія була порожня, жили лише керуючі та зграя сірих журавлів.
Після зречення останнього китайського імператора Пуї від престолу храм Імператорських Предків ще деякий час залишався у власності імператорської родини. У 1926 році його було перейменовано на Парк Миру (和平园 Хепін юань) і відкрито для відвідування, втім, ненадовго. 1 травня 1950 року храм знову було відкрито під назвою «Пекінський Палац культури трудящих».

## Опис
Розташовано на схід від Брами Небесного Спокою (天安门 Тяньаньмень), у районі Дунчен. На територію храму ведуть кілька воріт, головними з яких є південні. Напис на них була виконано особисто рукою Мао Цзедуна.
Площа Храму Імператорських Предків становить 140 тис. м2. Храм оточений подвійною огорожею червоного кольору, усередині якої центральною віссю з півдня на північ розташовуються основні зали — власне Храм Імператорських Предків або Зала жертвопринесення (享殿 Сяндянь), Мавзолей або Зала Спокою (寝殿 Ціньдянь) і Храм Предків (祧庙 Тяомяо). По обидва боки від них розташовані другорядні споруди. Навколо території храму зростають старі кипариси, символізуючи вічність і спокій. Деякі з кипарисів мають вік понад 500 років.
Як і личить імператорського храму, його вкрито черепицею жовтого кольору, що символізує верховну владу. Синя табличка над входом із назвою храму виконано двома мовами — китайською та маньчжурською.
Територія храму оточена ще однією стіною. Головний вхід до храму — Глазуровані брами (琉璃 门 Люлімень). Вони були побудовані в епоху Мін і перебудовані в епоху Цін. За ними розташовані церемоніальні Алебардові брами (戟 门 Цзімень). У колишні часи тут зберігалося 120 алебард, прикрашених червоними ручками, срібними наконечниками і золотими драконами. У 1900 році, коли Пекін було захоплено Альянсом восьми держав, вони зникли. Між Глазурованими і Алебардовими брамами протікає струмок, через який перекинуті мармурові містки.
За Алебардовими брамами розташовані велика площа перед Залою жертвопринесення. Ліворуч від брам розташована Піч для спалювання жертовного шовку, яка побудована у вигляді невеликого павільйону.
Зала жертвоприношень — найбільша будівля в Храмі. Ще одна його назва — Передня Зала. Вона зберегла первинну структуру мінського часу. Натепер тут міститься музей. Довжина становить 68,2 м, ширина — 30,2 м, висота — 32,46 м. Вона стоїть на триступінчастій основі з білого мармуру, висота якої — 2,46 м. Її 68 колон зроблені з цілісних стовбурів дерева няньму. У центральній частині сходи — унікальний барельєф із цільного шматка граніту. На ньому зображені дракон, який грає з кулею, лев і морські тварини — символи верховної влади.
Зала Спокою, або Мавзолей — другий із трьох храмів, Середня зала. Її довжина становить 62,31 м, ширина — 20,54 м, висота — 21,92 м. У Залі Спокою зберігалися жертовні таблички предків імператора, стояли трон, жертовні столи, ліжка, матраци та подушки. Напередодні проведення церемонії жертвопринесення таблички переносилися до Зали жертвопринесення, а після закінчення священнодійства їх повертали назад.
Храм Предків або Задня зала замикає низку храмів. Він розташований в окремому дворі, відділеному від Зали жертвопринесення і Зали Спокою кам'яною стіною з воротами. Храм Предків був побудований у 1491 році. Його довжина — 61,99 м, ширина — 20,33 м. Тут також зберігалися таблички чотирьох предків імператора, які наприкінці року переносилися на церемонію до Зали жертвопринесення. У Храмі Предків у перший місяць кожного сезону чиновники приносили жертви духам предків.
Бічні павільйони зараз використовуються як виставкові зали й конференц-зали. На територія час від час відбувається тренування зі стройової підготовки солдатів Народно-визвольної армії Китаю.
Із західного боку закладено великий сад півоній. Зі східного боку розташований сад із великою штучною скелею.